# Високородний

Геральдична шляхетська корона у Священній Римській імперії

Високородний (нім.: Hochgeboren; лат.: Illustrissimus) — форма звертання для титулованих членів німецької та австрійської шляхти в Німецьких князівствах та Священній Римській імперії, що займає місце трохи нижче суверенних та князівських династій.
Застосовувалось у формі «Ваша Високородносте» ("Euer Hochgeboren"). Адресувалось до графів та інших шляхтичів, які не були спадкоємцями князівських родів Священної Римської імперії (а також не були спадкоємцями суверенних графів Священної Римської імперії чи Рейхсграфену). Також адресувалось баронам, що не належали до «старої шляхти» (Uradel).
Вищими титулами або формами звертання до суверенних графів (Reichsgrafen) було «Ваша Ясносте», а до князів, принців та герцогів «Ваша Ясновельможносте».
У Нідерландах та Бельгії Високородний (Hooggeboren) використовується для звертання до князів, маркграфів, графів чи віконтів.
Цей титул не слід плутати з нижчим за нього «Високошляхетний» (Hochwohlgeboren), який є офіційною формою звертання до німецьких баронів (Freiherren) та лицарів (Ritter); чи з «(Ваша) Шляхетність» або «Гарнонароджений» (Wohlgeboren), який займає нижчий рівень, ніж Високошляхетний, і адресується до війтів ("Vogt") або судових урядників ("Büttel"), а також, який відносився до нетитулованої шляхти та шанованої буржуазії в німецькомовних країнах в ХІХ ст.